# Плезант-Гіллс (Меріленд)
Плезант-Гіллс (англ. Pleasant Hills) — переписна місцевість (CDP) в США, в окрузі Гарфорд штату Меріленд. Населення — 3998 осіб (2020).

## Географія
Плезант-Гіллс розташований за координатами 39°29′10″ пн. ш. 76°23′38″ зх. д. / 39.48611° пн. ш. 76.39389° зх. д. (39.486196, -76.393912).  За даними Бюро перепису населення США в 2010 році переписна місцевість мала площу 11,32 км², з яких 11,29 км² — суходіл та 0,02 км² — водойми.

## Демографія
Згідно з переписом 2010 року, у переписній місцевості мешкало 3379 осіб у 1185 домогосподарствах у складі 981 родини. Густота населення становила 299 осіб/км².  Було 1221 помешкання (108/км²).
Расовий склад населення:
| - 93,3 % — білих - 2,3 % — чорних або афроамериканців - 2,3 % — азіатів - 0,4 % — корінних американців |

До двох чи більше рас належало 1,3 %. Частка іспаномовних становила 2,0 % від усіх жителів.
За віковим діапазоном населення розподілялося таким чином: 23,7 % — особи молодші 18 років, 60,0 % — особи у віці 18—64 років, 16,3 % — особи у віці 65 років та старші. Медіана віку мешканця становила 44,4 року. На 100 осіб жіночої статі у переписній місцевості припадало 98,5 чоловіків;  на 100 жінок у віці від 18 років та старших — 95,7 чоловіків також старших 18 років.
Середній дохід на одне домашнє господарство  становив 115 370 доларів США (медіана — 106 767), а середній дохід на одну сім'ю — 123 830 доларів (медіана — 116 094). Медіана доходів становила 79 167 доларів для чоловіків та 60 139 доларів для жінок. За межею бідності перебувало 2,9 % осіб, у тому числі 4,9 % дітей у віці до 18 років та 0,0 % осіб у віці 65 років та старших.
Цивільне працевлаштоване населення становило 1821 осіб. Основні галузі зайнятості: освіта, охорона здоров'я та соціальна допомога — 24,2 %, науковці, спеціалісти, менеджери — 19,8 %, фінанси, страхування та нерухомість — 13,3 %, публічна адміністрація — 8,5 %.